# Ekkhard Verchau
Ekkhard Verchau (15 mai 1927-11 octobre 2016) est un historien allemand.

## Biographie
Verchau grandit à Salzwedel . Après son service militaire et son emprisonnement, il travaille dans l'agriculture et les mines. Il étudie ensuite l'histoire, la philologie classique, l'archéologie et l'allemand à Marbourg, Munich et Tübingen et réalise des études d'archives à Londres et Paris. En 1957, il présente sa thèse à la Faculté de philosophie de l'Université de Tübingen et obtient son doctorat. Il travaille ensuite comme maître de conférences dans l'éducation universitaire des adultes et, à partir de 1962, à l'Institut d'histoire européenne de Mayence, Département d'histoire universelle. De 1964 à 1992, il travaille au Séminaire d'histoire de l'Université Johannes Gutenberg de Mayence, Département d'histoire moderne, plus récemment en tant que directeur académique. En 1970, Verchau préside une conférence et un symposium international Fontane sur le "Stechlin" de Fontane et son adaptation cinématographique.

## Publications
- Europa und der Ferne Osten 1894 bis 1898. Studien über Erscheinung und Wesen des Imperialismus in dieser Zeit. Hochschulschrift Tübingen, Philosophische Fakultät, Dissertation vom 18. Oktober 1957
- Gespaltene Geschichtsforschung. Dans: Zeitschrift für Religions- und Geistesgeschichte, Volume 13 (1961), p. 178–184.
- Ein neues Geschichtsbild. Dans: Zeitschrift für Religions- und Geistesgeschichte, Volume 14 (1962), p. 183–190.
- Mein Feld – die Welt. Wahrhold Drascher zum 70. Geburtstag am 3. März 1962 von seinen Freunden und Schülern in Deutschland und Übersee. Rheingold-Verlag, Mayence, 1963
- Otto von Bismarck. Eine Kurzbiographie. Haude und Spener, Berlin, 1969
- Von Jachmann über Stosch und Caprivi zu den Anfängen der Ära Tirpitz, in: Herbert Schottelius/Wilhelm Deist (de) (dir.): Marine und Marinepolitik im kaiserlichen Deutschland, 1871–1914, Bureau de recherche historique militaire, Droste, Düsseldorf 1972, S. 54–72.  (ISBN 3-7700-0319-5)
- Otto von Bismarck. Vom Autor neu bearbeitete und erweiterte Taschenbuchausgabe, 1. Aufl., Droemer Knaur, Munich / Zurich, 1981,  (ISBN 3-426-03668-1) (gehört zu Knaur[-Taschenbücher])
- Theodor Fontane. Individuum und Gesellschaft. Ullstein, Francfort-sur-le-Main / Berlin / Vienne, 1983,  (ISBN 3-548-04604-5) (Ullstein-Buch; Fontane-Bibliothek Nr. 4604)
- (de) Ekkhard Verchau, « Jachmann, Eduard von », dans Neue Deutsche Biographie (NDB), vol. 10, Berlin, Duncker & Humblot, 1974, p. 212–213 (original numérisé).
- (de) Ekkhard Verchau, « Kiderlen-Waechter, Alfred von », dans Neue Deutsche Biographie (NDB), vol. 11, Berlin, Duncker & Humblot, 1977, p. 574–575 (original numérisé).
- Eines Menschen Zeit. Nachruf auf Fritz Bolle (de) (1908–1982). Dans: Zeitschrift für Religions- und Geistesgeschichte. Jahrgang 34 (1982), page 380
- Zum Sturze Bismarcks. "Der Lotse geht von Bord". Dans: Historische Mitteilungen, Volume 3 (1990), p. 143–151.